# Ludmiła Bogusławska
Ludmiła Bogusławska (ros. Людмила Александрoвна Сивербрик, Ludmiła Aleksandrowna Siwierbrik; ur. 29 maja?/10 czerwca 1897 w Gatczynie, zm. 26 kwietnia 1968 w Londynie) – polska automobilistka pochodzenia rosyjskiego, zwyciężczyni I Rajdu Pań, pilot i podróżniczka, uczestniczka powstania warszawskiego.

## Życiorys
Urodziła się 10 czerwca 1897 Gatczynie w Rosji jako Ludmiła Siwierbrik (Sieverbrück). Była prawnuczką pochodzącego z Rewla (Tallina) Georga von Sieverbrücka, który osiadł w Rosji. Późniejszego męża Michała poznała w wieku 19 lat podczas I wojny światowej, gdy ona służyła w przyfrontowych szpitalach jako siostra miłosierdzia, a on służył w armii rosyjskiej, walcząc z Niemcami. Pobrali się rok później, a rok lub dwa później przyjechali do Warszawy ze swoim pierwszym dzieckiem – córką Jadwigą. Wspólnymi siłami założyli polskie przedstawicielstwo Lancii, opon Michelin i narzędzi Black&Decker. W rodzinnym przedsiębiorstwie Ludmiła pracowała co drugi dzień, odpowiadając za prace biurowe. Podczas gdy jej mąż był zapalonym przedsiębiorcą, Ludmiła chciała startować w wyścigach i zdobywać nagrody.
W 1924 wzięła udział, jako jedyna kobieta, w 300-kilometrowym rajdzie samochodowym po drogach publicznych. Zajęła piąte miejsce ze średnią prędkością 98 km/h. W roku następnym w III polskim wyścigu samochodowym również osiągnęła przyzwoity wynik.

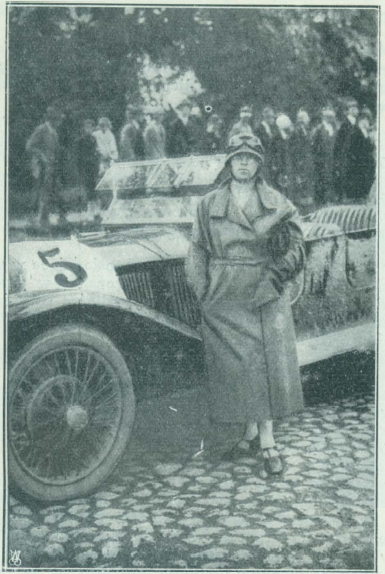
Ludmiła Bogusławska na tle Lancii

27 czerwca 1926 w Ogólnopolskim Rajdzie Pań – pierwszym w historii motoryzacji wyścigu samochodowym kobiet – Ludmiła Bogusławska za kierownicą Lancii Lambda przejechała linię mety jako pierwsza, pokonując 16 innych zawodniczek, m.in. Nadzieję Marchlewską, żonę przedstawiciela Fiata, i Gretę Turnau, towarzyszkę właściciela salonu Citroëna. Trasa biegła z Warszawy przez Zegrze, Serock, Wyszków Ostrów, Zambrów, Łomżę, Ostrołękę, Różan, Pułtusk, Serock, Zegrze, Jabłonną z powrotem do miejsca startu, jej długość wynosiła 300 km. Lancia Bogusławskiej osiągnęła średnią prędkość 60 kilometrów na godzinę. Na trasie Bogusławska sama przeganiała zwierzęta z drogi. Za zwycięstwo otrzymała nagrodę Automobilklubu Polski – wielki puchar „kryształowy, oprawny w złoto” oraz złotą plakietę i dyplom.
W powstaniu warszawskim była sanitariuszką. Jej złoty medal z pierwszego wygranego rajdu zaginął wówczas bezpowrotnie. Po powstaniu dostała się do niewoli. Przebywała jako pielęgniarka w szpitalu w obozie jenieckim w Zeithain, następnie na robotach przymusowych w fabryce amunicji w Chemnitz, a po zbombardowaniu fabryki przez aliantów – w obozie jenieckim dla kobiet w Oberlangen. Przez rok służyła w 2 Korpusie jako siostra w szpitalu wojskowym. Wróciła do kraju w 1946 roku.
Po wojnie Bogusławska była najpierw tłumaczką, potem sekretarką na Wydziale Dziennikarstwa Uniwersytetu Warszawskiego. Po śmierci męża wyjechała z Polski. Zmarła 26 kwietnia 1968 w Londynie.